# Moussa Kounfolo Yeo
Moussa Kounfolo Yeo (* 1. Juni 2004 in Bamako) ist ein malischer Fußballspieler. Der Mittelfeldspieler steht beim FC Red Bull Salzburg unter Vertrag.

## Karriere
Yeo begann seine Karriere beim Guidars FC. Im August 2022 wechselte er zum österreichischen Bundesligisten FC Red Bull Salzburg, bei dem er einen bis Juni 2027 laufenden Vertrag erhielt. In Salzburg sollte er aber zunächst für das zweitklassige Farmteam FC Liefering spielen.
Sein Debüt in der 2. Liga gab er im August 2022, als er am fünften Spieltag der Saison 2022/23 gegen den SKU Amstetten in der Startelf stand. Im April 2023 stand er gegen den SK Sturm Graz erstmals im Profikader von Salzburg.